# Rockin’ in the Free World
Rockin’ in the Free World – piosenka rockowa Neila Younga, wydana w 1989 roku jako singel promujący album Freedom.

## Powstanie
Piosenka powstała w lutym 1989 roku. W tym czasie Ruhollah Chomejni wydał fatwę skazującą Salmana Rushdiego na śmierć z powodu napisania powieści Szatańskie wersety, a ZSRR wycofał wojska z Afganistanu. W utworze Young m.in. krytykuje administrację George’a H.W. Busha, parodiując jego kampanię prezydencką, odnosi się także do fatwy Chomejniego oraz kampanii Jessego Jacksona. Tytuł Young zaczerpnął z rozmowy z gitarzystą Frankiem Sampedro, który powiedział: „I guess we’ll have to keep on rockin’ in the free world”. W nagraniu utworu pomógł Youngowi jego dawny zespół, The Bluenotes.
Utwór został po raz pierwszy wykonany 21 lutego 1989 roku w Paramount Theatre w Seattle.

## Odbiór
Piosenka zajęła drugie miejsce na liście Mainstream Rock oraz 83. na liście UK Singles Chart. Została ponadto sklasyfikowana na 216. miejscu w rankingu 500 utworów wszech czasów magazynu „Rolling Stone”.

## Covery i wykorzystanie
Utwór był wielokrotnie coverowany. Szczególnie często wykonuje go Pearl Jam, zamykając nim koncerty, a także podczas wspólnych koncertów z Youngiem. Pierwsze wspólne zagranie tej piosenki przez Younga i Pearl Jam zdarzyło się w 1993 roku podczas MTV Video Music Awards. Covery piosenki nagrały ponadto takie zespoły, jak Bon Jovi i Simple Minds.
Piosenka pojawiła się w filmach Fahrenheit 9.11 (2004) oraz Big Short (2015), a także w grze komputerowej Guitar Hero: Warriors of Rock.
Mimo faktu, że utwór ma wiele ironicznych podtekstów, jest czasem wykorzystywany jako proamerykański. W 2016 roku został wykorzystany w zapowiedzi głoszącej, iż Donald Trump będzie kandydował na prezydenta Stanów Zjednoczonych. Na zarzut Younga, iż piosenkę wykorzystano bezprawnie, sztab Trumpa oświadczył, iż wpłacono dla ASCAP pieniądze za użycie utworu w tej zapowiedzi.